# أورتونا دي مارسي
أورتونا دي مارسي (بالإيطالية: Ortona dei Marsi)‏ هي بلدية في مقاطعة لاكويلا في إقليم أبروتسو الإيطالي.

## السكان
في سنة 1861 بلغ عدد السكان 2٬086 نسمة، وتطور العدد ليصل في سنة 2011 لـ 592 نسمة.
يظهر هذا المخطط البياني تطور النمو السكاني لـ أورتونا دي مارسي